# Света Неделя (Велес)
Вижте пояснителната страница за други значения на Света Неделя.
„Света Неделя“ (на македонска литературна норма: „Света Недела“) е средновековна църква във Велес, централната част на Северна Македония. Част е от Повардарската епархия на Македонската православна църква.
Църквата е разположена на стръмна скала, от дясната страна на реката Тополка, при нейното устие във Вардар, на около 300 метра западно от „Свети Димитър“. Съдейки по градежа и останките от живопис, църквата е средновековна, от византийския период. Изглежда е служела като храм на Калето от Стария град, в чийто северен край се намира. Църквата е много посещавана, главно на Цветница, Велики петък и в неделите от Великден до Спасовден.